# Mouriri cauliflora
Mouriri cauliflora es un árbol de la familia Melastomataceae, nativo de la  Amazonia. Alcanza 4 m de altura y producen fruto caulinar amarillo comestible.